# 夏の日にさよなら
『夏の日にさよなら』（なつのひにさよなら、Iron Cowboy、別名 Fade In）は、1968年に公開されたアメリカ合衆国の映画で、主演はバート・レイノルズであった。監督の名義はアラン・スミシーとされているが、これは何らかの事情で監督名が伏せられていることを意味する架空の名称であり、この作品はこの名義が遡及的に使用された最初の映画作品であった。
日本では劇場公開はされなかったが、テレビ放映され、また『アイアンカウボーイ』と題してビデオ・ソフトが発売された。
この作品が初主演作だったレイノルズは、後に、原題が Fade In （「徐々に姿を現す」という意味）であるこの映画について、「Fade Out （「徐々に姿を消す」の意）と題されるべきだった」と述べた。

## あらすじ
西部開拓時代の雰囲気が残るユタ州の僻地へ、ハリウッドから西部劇の撮影隊がやって来る。その一員だった女性が、地元の西部男に恋をするが、彼女にはロサンゼルスに残してきた恋人がいた。
（VHSソフトのパッケージの記載にもとづく）

## 制作
この作品は、西部劇映画『血と怒りの河』 (Blue) と同時に、ユタ州モアブの同じ場所でロケーション撮影がおこなわれ、全く別の話で、出演者、撮影スタッフがそれぞれ別個に用意されたにもかかわらず、『血と怒りの河』の一部がこの映画にも流用されている。
「どちらの作品も、偉大な傑作になるか悲惨な駄作になるかどちらかだ」と、両作品の制作にあたったジャド・バーナードは語っていた。「どちらの作品も、その中間になるということはないだろう。」
撮影は、1967年7月に開始された。
本作は、ユタ州内のプロフェッサー・バレー (Professor Valley)、キャッスル・バレー、ヒトル・ボトム (Hittle Bottom)、モアブ、デッド・ホース・ポイントなどで撮影された。

## 評価
「この作品は、パラマウントのボブ・エヴァンスに試写で見てもらったが、きっと彼はこれを鎖で厳重に封じたお蔵入りにしたんだと思う」とレイノルズは後年に語っている。「それ以来、この作品の話は聞かないよ。」
レイノルズは「この作品は僕の最高傑作だよ」、「アメリカ版の『男と女』ってとこだ」とも述べている。